# Zurzach (district)
Zurzach is een district van het kanton Aargau. De hoofdplaats is Bad Zurzach. Het district heeft een oppervlakte van 129,99 km² en heeft 31.028 inwoners (eind 2005) en omvat de volgende 23 gemeenten:
| Wapenschild    | Gemeentenaam   | Inwoners (31 december 2005) | Oppervlakte (km²) |
| -------------- | -------------- | --------------------------- | ----------------- |
| Zurzach        | Bad Zurzach    | 4055                        | 6,52              |
| Baldingen      | Baldingen      | 266                         | 2,82              |
| Böbikon        | Böbikon        | 179                         | 2,60              |
| Böttstein      | Böttstein      | 3764                        | 7,43              |
| Döttingen      | Döttingen      | 3391                        | 6,92              |
| Endingen       | Endingen       | 1842                        | 8,46              |
| Fisibach       | Fisibach       | 381                         | 5,77              |
| Full-Reuenthal | Full-Reuenthal | 832                         | 4,82              |
| Kaiserstuhl    | Kaiserstuhl    | 420                         | 0,32              |
| Klingnau       | Klingnau       | 2924                        | 6,71              |
| Koblenz        | Koblenz        | 1568                        | 4,09              |
| Leibstadt      | Leibstadt      | 1282                        | 6,39              |
| Lengnau        | Lengnau        | 2434                        | 12,67             |
| Leuggern       | Leuggern       | 2102                        | 13,76             |
| Mellikon       | Mellikon       | 255                         | 2,70              |
| Rekingen       | Rekingen       | 953                         | 3,10              |
| Rietheim       | Rietheim       | 677                         | 3,92              |
| Rümikon        | Rümikon        | 210                         | 2,91              |
| Schneisingen   | Schneisingen   | 1226                        | 8,26              |
| Siglistorf     | Siglistorf     | 557                         | 5,51              |
| Tegerfelden    | Tegerfelden    | 1017                        | 7,11              |
| Unterendingen  | Unterendingen  | 357                         | 3,45              |
| Wislikofen     | Wislikofen     | 336                         | 3,75              |
|                | Totaal (23)    | 31.028                      | 129,99            |

Aarau · Baden · Bremgarten · Brugg · Kulm · Laufenburg · Lenzburg · Muri · Rheinfelden · Zofingen · Zurzach